# بیونکور
بیونکور (به فرانسوی: Bioncourt) یک کمون در فرانسه است که در Canton of Château-Salins واقع شده‌است.

## خصوصیات
بیونکور ۸٫۲۱ کیلومترمربع مساحت و ۳۰۸ نفر جمعیت دارد و ۲۱۰ متر بالاتر از سطح دریا واقع شده‌است.